# سفارة دولة فلسطين لدى بنغلاديش
{{صندوق معلومات بعثة دبلوماسية|الاسم=سفارة دولة فلسطين لدى بنغلاديش|الدولة المرسلة=فلسطين|الدولة المضيفة=بنغلاديش|العنوان=|المدينة=دكا|الرقم البريدي=|موقع الويب=الموقع الرسمي

سفارة دولة فلسطين لدى بنغلاديش هي الممثلية الدبلوماسية العُليا لدولة فلسطين لدى بنغلاديش. تقع السفارة في العاصمة البنغلاديشية دكا. تأسس مكتب ممثلية منظمة التحرير الفلسطينية لدى بنغلاديش في عام 1976 ثم تحول إلى مستوى سفارة في عام 1988.